# I'm a Cyborg, But That's OK
I'm a Cyborg, But That's OK (en hangul: 싸이보그지만 괜찮아; Romanización: Ssaibogeujiman Gwaenchanha), conocida en España como Soy un cyborg, es una película del género comedia romántica surcoreana de 2006 dirigida por Park Chan-wook.
I'm a Cyborg, But That's OK, es la primera película coreana en utilizar la cámara Viper FilmStream.

## Argumento
Young-goon (Im Su Jeong) es una jovencita un poco perturbada: está convencida de ser una cyborg. Se niega a comer "comida humana" que podría dañar su "sistema", y en lugar se "recarga" electrocutarse con transistores de radio. Su condición termina causando que la internen en una institución psiquiátrica, donde rápidamente se gana la atención de Il-soon (Rain), quién cree que tiene el poder de robar las almas de los demás. Pero la salud de Young-goon se está deteriorando rápidamente y He-soon tendrá que hacerla aceptar su humanidad y convencerla de que coma antes de que se sucumba a la inanición.

## Reparto
- Rain como Park Il-soon.
- Im Soo-jung como Cha Young-goon.
- Choi Hee-jin como Dr. Choi Seul-gi.
- Lee Yong-nyeo como la madre de Young-goon.
- Yoo Ho-jeong como la madre de Il-soon.
- Kim Byeong-ok como el Juez.
- Park Byung-eun como el detective Min.

## Reacciones

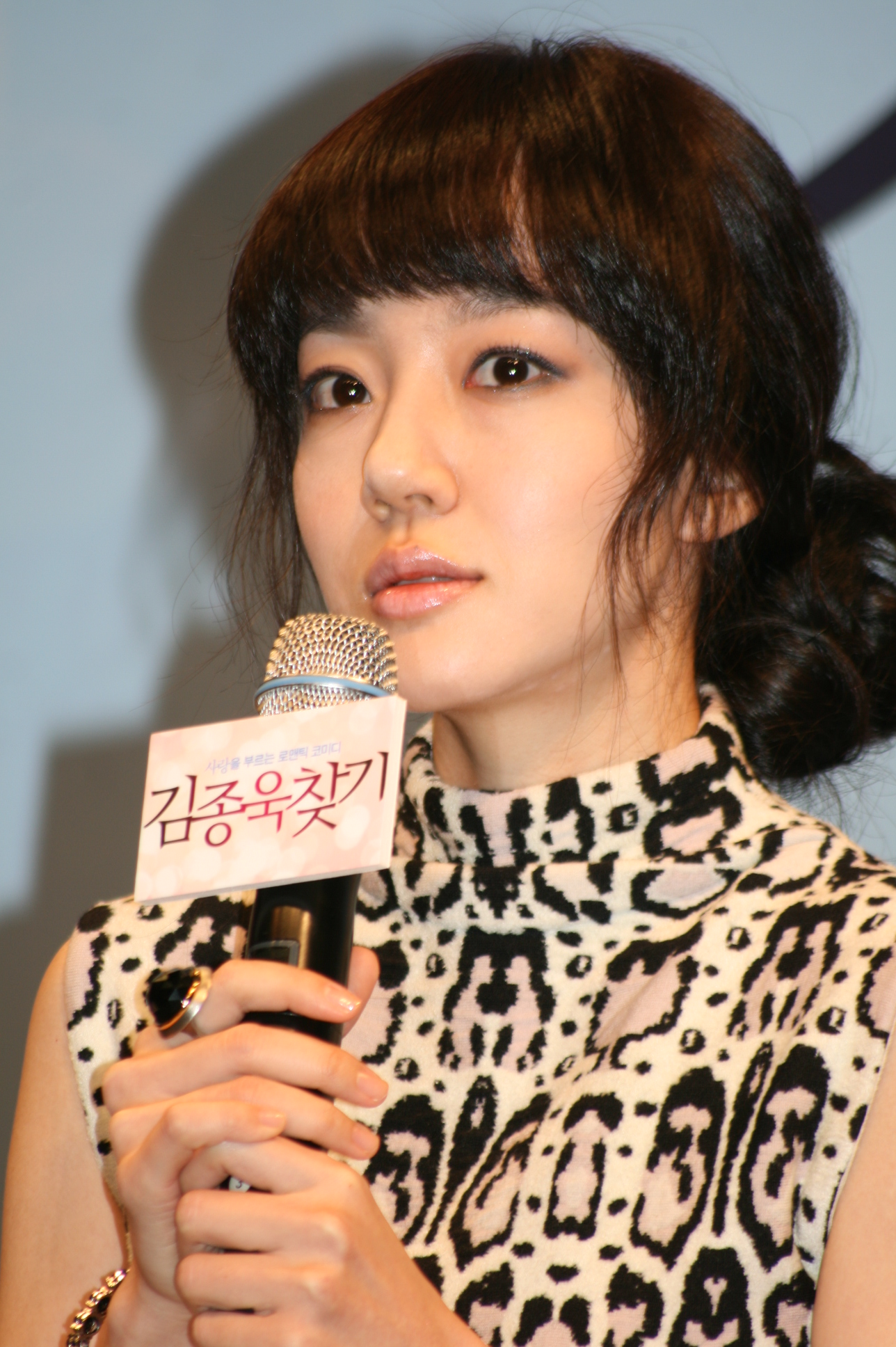
Im Su Jeong, protagonista de la película.

I'm a Cyborg, But That's OK recibió críticas generalmente positivas. Actualmente tiene una calificación de 91% "fresca" en Rotten Tomatoes.. Tarun Shanker, escritor de Asian Cinema Drifter, le dio a la película una B +. Caracterizó la película como "parte One Flew Over the Cuckoo's Nest, parte Amelie" y la elogió por su "pura exuberancia cinematográfica, humor peculiar, [y] personajes extremadamente simpáticos". Tarun hipotetizó que la recaudación relativamente pobre  de Cyborg en la taquilla se debió a su incapacidad para amoldarse a un género: "La película tiene un ritmo más lento que las obras anteriores del director y tiene un extraño tono híbrido donde es demasiado linda para ser como sus oscuras películas de venganza, pero es demasiado oscura y extraña como para ser una linda película de citas románticas. Algunos espectadores simplemente pueden encontrar una mezcla demasiado discordante ". De hecho, Chris Tilly de IGN la condenó por esta misma razón: "Las escenas se desvían violentamente de la comedia a la violencia a la tragedia, divertida y desconcertante en igual medida ... El resultado es un desorden confuso de una película que carece de la estructura maravillosamente aguda y la cohesión de sus esfuerzos anteriores ".

## Taquilla
I'm a Cyborg, But That's OK se estrenó en Corea del Sur el 7 de diciembre de 2006, y fue la película número uno en la taquilla en su fin de semana de estreno, recaudando $ 2,478,626. Sin embargo, en su segundo fin de semana, cayó en picado en un 76%, y fue retirada de la mayoría de las pantallas antes del período de vacaciones de Navidad. Las ventas de aproximadamente 780,000 boletos fueron consideradas una desilusión en contraste con las películas anteriores de Park, Área común de seguridad, Oldboy y Sympathy for Lady Vengeance, que habían vendido más de 3 millones.
I'm a Cyborg, But That's OK ganó el Premio Alfred Bauer en el 57.º Festival Internacional de Cine de Berlín, y fue seleccionada como la película de apertura para el Festival Internacional de Cine de Hong Kong. Además, Rain fue nominado y ganó el premio al Mejor Actor Revelación en la 43.ª edición de los Baeksang Awards.

## Reconocimientos
- Premios Alfred Bauer, Festival Internacional de Cine de Berlín (2007)[10][11]
- Película de apertura, Hong Kong International Film Festival (2007)
- La película Presentó,  New York Asian Film Festival (2007)
- Selección oficial (Proyección Especial), South by Southwest (2007)